# Hermann Kühne (Politiker)
Hermann Kühne (* 1. März 1929 in Klappholz, Landkreis Schleswig) ist ein deutscher Politiker (DBD, CDU).

## Leben
Hermann Kühne besuchte die Volksschule und machte 1942 eine Landwirtschaftslehre. Er arbeitete seit 1949 als Landwirtschaftsgehilfe im Betrieb der Mutter, den er 1951 übernahm. 1953 wurde er Mitglied einer LPG, deren Vorsitzender er später wurde. Er studierte an landwirtschaftlichen Fachschulen und wurde 1964 Meister der Feldwirtschaft und 1967 staatlich geprüfter Landwirt. 1975 bis 1977 studierte er an der LPG-Hochschule Meißen und schloss das Studium als Diplomagraringenieurökonom ab.
Hermann Kühne ist verheiratet und hat 8 Kinder.

## Politik
1950 trat er in die Blockpartei Demokratische Bauernpartei Deutschlands ein. Er war dort seit 1962 Kreisvorsitzender im Kreis Hagenow und seit 1968 Mitglied des Bezirksvorstandes Schwerin. Mit der Fusion von DBD und CDU wurde er 1990 Mitglied der CDU und dort stellvertretender Kreisvorsitzender in Hagenow.
1967 bis März 1990 gehörte er der Volkskammer an. Bei der Landtagswahl in Mecklenburg-Vorpommern 1990 wurde er als Direktkandidat im Wahlkreis 5 (Hagenow I) mit 33,8 % der Stimmen in den Landtag Mecklenburg-Vorpommern gewählt. Im Landtag war er Mitglied des Finanzausschusses. Bei der Landtagswahl in Mecklenburg-Vorpommern 1994 wurde er von der CDU nicht mehr aufgestellt. 